# Wolfgang Carl
Wolfgang Carl (* 24. September 1941 in Berlin) ist ein deutscher Philosoph und Hochschullehrer.

## Werdegang
Carl studierte ab 1961 Philosophie sowie Griechisch und Archäologie in Heidelberg, Kiel, Tübingen und Berlin; dieses Studium schloss er 1966 an der Ruprecht-Karls-Universität Heidelberg mit der Promotion bei Ernst Tugendhat ab. 1972 folgte die Habilitation an der Georg-August-Universität Göttingen, wo er ab 1979 außerordentlicher Professor für Philosophie war. Als Gastprofessor ging Carl 1991 an die Princeton University, 1990 1996 an die Universität Florenz. Seine Forschungsschwerpunkte sind das Werk von Immanuel Kant sowie die Analytische Philosophie, letztere mit besonderem Blick auf Gottlob Frege und Ludwig Wittgenstein.

## Publikationen (Auswahl)
- Das platonische Verständnis von Philosophie. Versuch einer philosophischen Interpretation des Dialogs, Heidelberg 1966.
- Existenz und Prädikation. Sprachanalytische Untersuchungen zu Existenz-Aussagen, Beck, München 1974, ISBN 3-406-05136-7.
- Bertrand Russell: Die Theory of Descriptions. Ihre logische und erkenntnistheoretische Bedeutung. In: Grundprobleme der großen Philosophen. Hrsg. von Josef Speck. Philosophie der Gegenwart I., 2. durchges. Aufl. Vandenhoeck & Ruprecht, Göttingen 1979, S. 216–264.
- Sinn und Bedeutung. Studien zu Frege und Wittgenstein, Hain, Königstein im Taunus 1982, ISBN 3-445-02267-4.
- Der schweigende Kant. Die Entwürfe zu einer Deduktion der Kategorien vor 1781, Verlag Vandenhoeck & Ruprecht, Göttingen 1989, ISBN 978-3-525-82466-5.
- Die Transzendentale Deduktion der Kategorien in der ersten Auflage der Kritik der reinen Vernunft. Ein Kommentar, Klostermann, Frankfurt am Main 1992, ISBN 978-3-465-02532-0.
- Frege's theory of sense and reference. It's origin and scope, Cambridge University Press, Cambridge 1994, ISBN 0-521-39135-0.
- Neukantianer versus Frege. In: Robert Alexy: Neukantianismus und Rechtsphilosophie, Nomos Verlag, Baden-Baden 2002, S. 515–521, ISBN 3-7890-8197-3.
- Kants Kopernikanische Wende. In: Stefano Bacin: Kant und die Philosophie in weltbürgerlicher Absicht, de Gruyter, Berlin 2013, S. 163–177.
- The First-Person Point Of View, de Gruyter, Berlin 2014, ISBN 978-3-11-036285-5.
- Kant über Bewußtsein und Selbstbewußtsein mit einem Blick auf die gegenwärtige Diskussion. In: C. Jáuregui, F. Moledo, H. Pringe, M. Thisted (eds.), Crítica y Metafísica. Homenaje a Mario Caimi, Studien und Materialien zur Geschichte der Philosophie 90, Verlag Georg Olms, Hildesheim u. a., 2015, S. 75–92.
- Welt und Selbst beim frühen Heidegger, de Gruyter, Berlin 2018, ISBN 978-3-11-061325-4.
- Heideggers Zuflucht zu Kant. Das Kant-Buch von 1929. In: Kant-Studien 116(2) 2025, S. 174–204.